# Trois Mélodies, op. 8 de Fauré
Pour les articles homonymes, voir Trois Mélodies.
Les Trois Mélodies, op. 8 sont un ensemble de trois mélodies du compositeur français Gabriel Fauré composée en 1877.

## Contexte et création

### Au bord de l'eau
La première mélodie, sur un poème de Sully Prudhomme, est dédiée à « Madame Claudie Chamerot ». Elle est publiée par Choudens en 1877 puis par Hamelle en 1887. La création a eu lieu lors d'une séance de la Société nationale de musique le 19 janvier 1878 par Mademoiselle Miramont-Tréogate.

### Ici-bas!
La troisième et dernière mélodie, elle aussi sur un poème de Sully Prudhomme, est dédiée à « Madame G. Lecoq, née Mac-Brid ». Elle est publiée par Choudens en 1877 puis par Hamelle en 1887. La première a eu lieu lors d'une séance de la Société nationale de musique le 12 décembre 1874 par Mademoiselle Marguerite Baron.

## Structure
Le cycle comprend trois mélodies :
1. Au bord de l'eau
2. La Rançon
3. Ici-bas !